# Isla de los Cerros
Islas de los Cerros är en ögrupp i Mexiko. Den ligger i delstaten Tabasco, i den sydöstra delen av landet.